# Ilse von Bredow

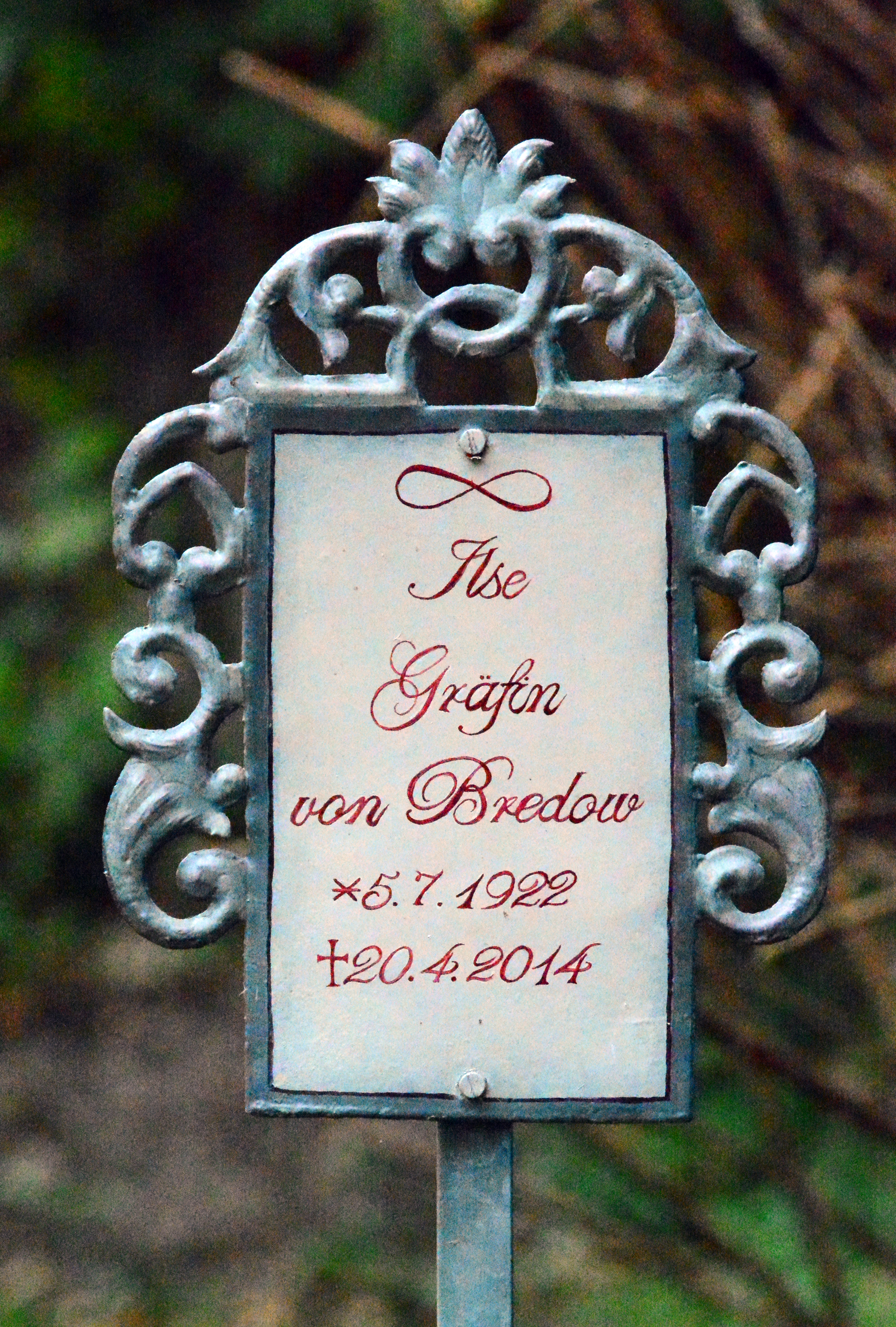
Grabstele von Ilse Gräfin von Bredow auf dem Jungfernfriedhof des Klosters Uetersen

Ilse Gertrud Ursula Gräfin von Bredow (* 5. Juli 1922 in Teichenau, Schlesien; † 20. April 2014 in Hamburg) war eine deutsche Schriftstellerin.

## Biografie
Ilse von Bredow war das dritte und jüngste Kind von Sigismund Graf von Bredow (1890–1970) und dessen Frau Ursula, geborene von Lieres und Wilkau (1881–1966). Ihre älteren Geschwister waren Wilkin Graf von Bredow (1918–1988) und Josepha Gräfin von Bredow, später verheiratete Freifrau von Zedlitz und Leipe (1919–2011). Die Familie bewohnte das Forsthaus in Lochow, heute Teil der Gemeinde Stechow-Ferchesar, im Havelland. 
Als Jugendliche besuchte Ilse Gräfin von Bredow ein Internat. Während des Zweiten Weltkriegs war sie im Reichsarbeitsdienst. Kurz vor Ende des Krieges floh ihre Familie aus Brandenburg nach Niedersachsen. Seit Anfang der 1950er-Jahre lebte sie in Hamburg. Gräfin von Bredow arbeitete für Zeitungen und Magazine als freiberufliche Mitarbeiterin und schrieb Reportagen sowie Kurzgeschichten. In vielen ihrer Werke spiegelt sich ihre Herkunft wider.
Ihr erstes Buch Kartoffeln mit Stippe erschien 1979 beim Scherz Verlag, erreichte mehrere Auflagen und wurde 1990 vom ZDF als Dreiteiler verfilmt.

## Werke
Belletristik
- Ein Bernhardiner namens Möpschen und andere Erinnerungen an eine glückliche Kindheit in der Mark Brandenburg. Neuaufl. Weltbild-Verlag, Augsburg 2010. ISBN 978-3-86800-622-3.
- Kartoffeln mit Stippe. Eine Kindheit in der Märkischen Heide. Piper, München 2002. ISBN 978-3-492-22915-9. Als Goldmann Taschenbuch 1982, ISBN 3-442-06393-0. (Platz 1 der Spiegel-Bestsellerliste vom 2. April bis zum 26. August 1979)
- Deine Keile kriegste doch. Mädchenerinnerungen an eine verlorene Heimat. Scherz Verlag, München 1981. ISBN 978-3-5021-1069-9.
- Ein Fräulein von und zu. Geschichten aus ganz normalen Kreisen. Scherz Verlag, München 1992. ISBN 978-3-5021-1070-5.
- Glückskinder. Roman einer märkischen Adelsfamilie. Scherz Verlag, München 1990, ISBN 978-3-5021-1071-2.
- Der Spatz in der Hand. Roman. Piper, München 2004, ISBN 3-492-22917-4.
- Willst du glücklich sein im Leben … Geschichten von gestern, Geschichten von heute. Piper, München 2007. ISBN 978-3-492-24982-9.
- Denn Engel wohnen nebenan. Rückkehr in die märkische Heide; Roman. Scherz Verlag, München 1995. ISBN 3-502-11076-X.
- Ich und meine Oma und die Liebe. Weihnachtsgeschichten. Piper, München 2006. ISBN 978-3-492-24815-0.
- Der Glückspilz und andere Überlebensgeschichten. Piper, München 2004. ISBN 3-492-24087-9.
- Denn im Herbst, da fall’n die Blätter – Donnerwetter! Geschichten vom Lande. Piper, München 2006. ISBN 978-3-492-24483-1.
- Adel vom Feinsten. Amüsante Geschichten aus vornehmen Kreisen. Piper, München 2007. ISBN 978-3-492-24484-8.
- Was dem Herzen gefällt. Scherz Verlag, Frankfurt/M. 2007. ISBN 978-3-502-11041-5.
- Das Hörgerät im Azaleentopf. Piper, München 2011. ISBN 978-3-492-25950-7.
- Mein Körper ist so unsozial. Piper, München 2015. ISBN 978-3-492-30582-2.

Sachbücher
- „Gieß Wasser in die Suppe, heiß alle willkommen“. Die Küche meiner Kindheit im Sommer. Scherz Verlag, München 2001. ISBN 3-502-11083-2.
- Die Küche meiner Kindheit. Geschichten und Rezepte. Piper, München 2004, ISBN 3-492-24017-8.

## Verfilmungen
- Gabriele Unterberg (Regie): Ein Bernhardiner namens Möpschen. 1996 (nach dem gleichnamigen Roman)
- Franz Josef Gottlieb (Regie): Kartoffeln mit Stippe (dreiteiliger[2] Fernsehfilm nach dem gleichnamigen Roman), 1990[3]